# Bratulići (Marčana)
Bratulići je naselje u Republici Hrvatskoj, u sastavu Općine Marčana, Istarska županija. 

## Stanovništvo
Prema popisu stanovništva iz 2001. godine, naselje je imalo 49 stanovnika te 19 obiteljskih kućanstava.
| broj stanovnika |       |       | 56    | 61    | 56    | 46    |       |       | 66    | 72    | 64    | 49    | 51    | 44    | 49    | 47    | 40    |
|                 | 1857. | 1869. | 1880. | 1890. | 1900. | 1910. | 1921. | 1931. | 1948. | 1953. | 1961. | 1971. | 1981. | 1991. | 2001. | 2011. | 2021. |

Iako se nalazilo u popisu naselja po Zakonu o područjima županija, gradova i općina u Republici Hrvatskoj 86/06 u općini Barban, naselje nije bilo posebno navedeno u popisu stanovništva i obiteljskih kućanstava iz 2001. godine u općini Barban.
Prije Drugog svjetskog rata su bili dio Kotara Barban.
Prema popisu stanovništva iz 2021. godine nalazilo se u općini Maračana, te je ovo naselje imalo 38 stanovnika.